# شهرداری باوکو
شهرداری باوکو (به لاتین: Baucau Municipality) یک منطقهٔ مسکونی در تیمور شرقی است که در تیمور شرقی واقع شده‌است. شهرداری باوکو ۱٬۵۰۶ کیلومتر مربع مساحت دارد.